# Maximilien Rubel
Maximilien Rubel, född 10 oktober 1905 i Tjernivtsi, död 28 februari 1996 i Paris, var en fransk marxistisk historiker, sociolog och rådskommunist av ukrainsk härkomst.

## Biografi
Maximilien Rubel avlade 1954 doktorsexamen vid Sorbonne. Han skrev en rad böcker om Karl Marx och myntade termen marxologi, vilken avser det vetenskapliga studiet av Marx och marxismen. Under 1950-talet bildades en diskussionsgrupp runt Rubel; två av deltagarna var den vietnamesiske marxisten Ngo Van och den franske författaren Jean Malaquais.